# Прилепски народоосвободителен партизански отряд „Гьорче Петров“
Прилепски народоосвободителен партизански отряд „Гьорче Петров“ е комунистическа партизанска единица във Вардарска Македония, участвала във въоръжената комунистическа съпротива във Вардарска Македония по време на Втората световна война.

## Дейност
Отрядът е формиран в района на Габровник на 21 септември 1942 година като първа чета в Велешко-прилепския партизански отряд „Димитър Влахов“. Действа в селата Дабница, Десово, Ораов дол, Беловодица, Плетвар, Лагово, Забърчани, Дупяни и Мажучище, докато не е обграден и разбит от български части от прилепския гарнизон на 20 декември 1942 година в Прилепец. Сред загиналите са Стефан Базерковски, Пройче Найдоски Велянов - Сокле, Киро Нацев-Фетах, Борка Спасески-Влачарот, Стеван Базеркоски, Стеван Димески, Димче Мирчески, Гога Янкуловски, Бошко Йосифовски и Менде Бошкоски. Оцелелите от отряда се изтеглят на север от Бабуна в Азот. В сражението в Манастира Прилепец загива подпоручик Валентин Хараламбиев Златарев (1918 - 1942) от 15-и дивизионен артилерийски полк.
Взели лично участие при завързалата се престрелка срещу разбойническата банда проявила се в манастира Прилепец на 20 декември 1942 година, на които е изказана похвала и благодарност със заповед номер 387 от 23 декември 1942 година:
1. Филип Иванов Шековски[4], свещеник на Монастир „Прилепец“, прилепска околия.
2. Стефан Ат. Каевски, ст. пол. стражар при пол.коменд. – Прилеп.
3. Иван Хр. Вълчанов – мл.пол.стражар при пол.коменд. – Прилеп.
4. Георги Атанасов Митев, мл. пол, стр, при пол.коменд. – Прилеп
5. Рашко Симеонов Недев, мл. пол, стр, при пол.коменд. – Прилеп
6. Вангел Петрев, мл. пол, стр, при пол.коменд. – Прилеп
7. Васил Цанев, разузнавач при окол. управление гр. Прилеп.
8. Ангел Петров, разузнавач при окол. управление гр. Прилеп.
9. Илия Лещаров, кмет на с.Лагово-Прилепско родом от Охрид.
10. Георги Хр. Цинцаров, кметски наместник на с. Прилепец – прилепско от същото село [5]

Взели лично участие при престрелката с появилата се разбойническа банда в манастира „Свети Никола“, Прилепско на 20 декември 1942 година. Изказана им е похвала и благодарност със заповед номер 8 от 5 януари 1943 година:
1. Радослав Прванов, секр, бирник при лаговската сел. община, прилепска околия.
2. Ставри Илиев Бахчованджиев, финансов пристав при лаговската сел. община, прилепска околия.
3. Илия Илиев Амбаров, писар при лаговската сел. община, прилепска околия.
4. Петко Траянов Илиев, полски пазач при лаговската сел. община, прилепска околия.
5. Цветан Талев Илиев, полски пазач при лаговската сел. община, прилепска околия.
6. Атанас Йорданов Христов училищен прислужник при лаговската сел. община, прилепска околия.
7. Петър Спирков Николов, полски пазач при лаговската сел. община, прилепска околия.
8. Божин Димов Спирков, земеделец от лаговската сел. община, прилепска околия.
9. Страхил Димов Милошев, земеделец от с. Беровци от лаговската сел. община, прилепска околия.
10. Гълъб Милошев Иванов, земеделец от с. Беровци от лаговската сел. община, прилепска околия.
11. Димо Петров Талев, земеделец от с. Чумово от лаговската сел. община, прилепска околия.
12. Цветан Николов Илиев, земеделец от с. Вълково от лаговската сел. община, прилепска околия.
13. Атанас Богоев Мицев, земеделец от с. Прилепец от лаговската сел. община, прилепска околия.
14. Цветан Богоев Мицев, земеделец от с. Прилепец от лаговската сел. община, прилепска околия.
15. Марко Атанасов Богоев, земеделец от с. Прилепец от лаговската сел. община, прилепска околия.[5]

## Дейци
- Стефан Базерковски
- Петър Пепелюговски
- Киро Нацев
- Пройче Найдоски